# 柚木理雄
柚木 理雄（ゆのき みちお、1984年1月10日 - ）は、日本の社会起業家、実業家、大学教員。株式会社Little Japan代表取締役CEO、NPO法人芸術家の村理事長、中央大学特任准教授。兵庫県神戸市出身。

## 経歴
兵庫県立星陵高等学校、京都大学農学部資源生物学科卒業。京都大学大学院農学研究科修士課程地域環境科学専攻熱帯農業生態学分野修了。2008年、農林水産省に入省。国際交渉や経理、金融、農地、官民ファンド、6次産業化、バイオマス等に携わる。
東日本大震災をきっかけに「成長戦略を書く側から実行する側の仕事をしたい」という思いを抱くようになり、2017年1月に農林水産省を退官し、株式会社Little Japanを創業。地域と世界をつなぐゲストハウス「Little Japan」、宿のサブスクリプションサービス「Hostel Life」、リアルとオンラインの仮想のまち「シェア街」、全国のゲストハウスの集まり「ゲストハウスサミット」などを運営。2019年4月、中央大学特任准教授に就任。